# EM-2
EM-2、あるいはNo.9 Mk1小銃（Rifle No.9 Mk1）、もしくはジャンソン・ライフル（Janson rifle）は、イギリスにて試作されたアサルトライフルである。

## 概要
EM-2は、ブルパップ式レイアウトと光学照準器を備えた非常に革新的な小銃であった。また、第二次世界大戦中の戦訓やナチス・ドイツの先進的な突撃銃設計などを参考に中間弾薬を採用していた。
1951年、一時的にイギリス軍の標準小銃として正式採用されたものの、まもなく第三次ウィンストン・チャーチル政権によって撤回された。これは、北大西洋条約機構（NATO）における小火器および銃弾の標準化に関するアメリカの強行な態度に対する妥協であった。
EM-2は、過渡期の実験的な小銃として様々な中間弾薬の仕様が設計されたが、特に注目されたのは.280ブリティッシュ弾である。この組み合わせはイギリスで長らく伝統的に使用されてきた.303ブリティッシュ弾と各種リー・エンフィールド小銃を置換することを想定していた。ところが、アメリカ側は.280ブリティッシュ弾について、小銃ないし機関銃用実包としては非力すぎると主張し、より強力なアメリカ製の7.62x51mm弾の採用を強く主張したのである。結局、この強力な銃弾に適応できなかったEM-2の採用は中止されたが、ブルパップ式レイアウトは後の制式小銃L85へと引き継がれている。

## 背景
第二次世界大戦が終結すると、イギリス軍を始めとする世界各国の軍隊では戦訓を元に各々の突撃銃の開発に乗り出した。元々、イギリス軍では第一次世界大戦の前に.303ブリティッシュ弾を更新する計画だったが、財政的制約のために生じた遅延は既におよそ30年にもなっていた。第二次大戦終結と共にこの制限から開放されると、イギリスでは新型の.280インチ（7mm）口径の中間威力弾の設計を行なった。また、.280弾を使用するために機関銃的な運用を考慮した自動小銃としてタデンガンの開発を行なっている。この銃弾に興味を示したのはFN社とカナダ陸軍であった。FN社では.280弾を使用する新型小銃の設計を行なっており、カナダ陸軍は伝統に沿ってイギリス軍と協同した近代化を進めていた。

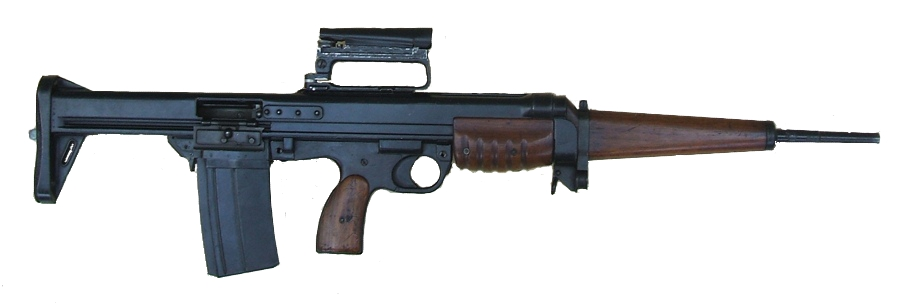
EM-1（ソープ・ライフル）

エンフィールドのエンフィールド造兵廠（RSAF）では、4つの新型小銃設計案について検討し、そのうちスタンレー・ソープ（Stanley Thorpe）のEM-1小銃（EMは「Experimental Model」すなわち試作型の意味）とステファン・ケネス・ジャンソン（Stefan Kenneth Janson）のEM-2小銃として知られる2種類の類似した小銃について本格的な設計を開始した。エリック・ホール少佐（Eric Hall）のEM-3小銃とデニス・バーニーのEM-4小銃は図面の段階で却下された。1948年1月6日、2種類の小銃に対して公的な命名が行われる。いずれも設計者の名前から、ソープ・ライフル（Thorpe rifle）、ジャンソン・ライフル（Janson rifle）と命名された。ただし、ステファン・ケネス・ジャンソンはポーランド人銃器技師、カジミェシュ・ヤヌシェヴスキ大尉（Kazimierz Januszewski）の偽名であった。
2種類の小銃はいずれもブルパップ式レイアウトだった。ブルパップ式の場合、弾倉と薬室をピストルグリップより後方に配置することで全長をおよそ20%短縮し、銃身長を維持することができる。事実、EM-2はM14よりも9.5インチ短かったが、銃身は2.5インチ長かった。いずれの小銃も20発の着脱式弾倉と単純な光学照準器、上部のキャリングハンドル、セレクティブファイア機能を備えていた。これらは非常に似通っていたが、一方で内部設計には差異が見られた。また、EM-1は生産効率を上げるために鋼板プレスを利用しており、多少重量がかさんでいた。その後、第5の7mm小銃設計案としてBSA社がBSA 28Pを提出した。
やがて、EM-2はそれらのうち最も優れた設計と認められ、1951年4月25日にNo9 .280口径自動小銃（Rifle, Automatic, Calibre .280, Number 9）の制式名称でイギリス陸軍に採用された。陸軍省内では、1950年にアメリカで行われたトライアルの頃からこの名称を用いていたという。
かつてのP14エンフィールドや後のSA80シリーズなど、英陸軍が20世紀に採用した他の小銃同様、EM-2もまた、英陸軍の伝統に則り、射撃精度を特に重視した設計だった。

## NATO標準化に関する問題
1949年、北大西洋条約に基づく北大西洋条約機構（NATO）が結成された。NATOでは各加盟国の軍隊における火器や弾薬の共通化が1つの優先事項として掲げられ、各国の要求を全て満たしNATO全軍が採用しうる火器の設計が求められた。最初にこれに応じたのはアメリカで、彼らは7.62x51mm弾を使用する試作小銃T25およびT44を提案した。1951年、アバディーン性能試験場でEM-2を含む各種新形小銃のトライアルが行われた。この際、アメリカ側はイギリス製弾薬は威力に乏しいと批判し、イギリス側もアメリカ製弾薬は強力過ぎてフルオート射撃の制御が難しいと批判した。トライアルにはベルギーのファブリックナショナル（FN）が設計した.280弾型FN FALも登場した。長らく続いた標準化に関する議論は、カナダが「アメリカが共同歩調を取る場合のみイギリスの.280弾を採用する」と宣言した事で決着した。そのような事態が起こる可能性は非常に低く、この宣言によりイギリスは7.62x51mm弾を受け入れざるを得ない状況に追い込まれた。ウィンストン・チャーチルはNATO標準化が銃の性能よりも重要と考え、既にマニー・シンウェル前国防相の元で宣言されていた.280弾とEM-2の採用を撤回した。この間、EM-2の使用弾を変更した何種類かの派生型が試作されている。シャンボンスでは7x49mm弾を使用するものと7.62x51mm弾を使用するものの2種類を試作した。7.62x51mm弾試作型の1つは後に.30-06弾仕様に改造された。RSAFエンフィールドでは10丁の、BSAでは15丁の7.62x51mm弾仕様のEM-2を製造した。カナディアン・アーセナルでは7x51mm弾仕様のものが10丁製造された。
結局、EM-2を7.62x51mm弾に適応させることは不可能と判断され、最後に残った現実的な選択肢はライセンス生産型FAL、すなわちL1A1自動小銃の採用であった。FALもまた、.280弾仕様から再設計された小銃であったものの、銃のサイズ自体が大きく重量があったため、より長く強力な7.62x51mm弾にも比較的簡単に適応していた。チャーチルはイギリス連邦各国を始めとするNATO諸国、そして、アメリカ陸軍がFN FALを採用する事を期待していた。しかし、アメリカでは試作小銃T44の採用を決定し、これにM14という制式名称を与えたのである。
その後、実戦の中でイギリスの中間威力弾に対する立場の正しさが立証された。あまりに強力な7.62x51mm弾はフルオート射撃に不向きで、結局はより小口径の弾薬が求められるようになったのである。1960年代半ば、アメリカ軍はアーマライト社のAR-15をM16として採用した。これは、5.56x45mm弾を使用する小型自動小銃で、十数年前に採用されたM14を更新していった。その数年後にはNATO各国もNATO標準弾をフルオート射撃やより小型の火器に適した小口径銃弾に更新する事で合意し、最終的に5.56x45mm弾が新たなNATO標準弾に採用された。なお、この決定の直前、イギリス軍では別の中間威力弾の開発に着手していた。1970年頃、採用見送り後も保管されていたEM-2のうち2丁が試作型中間威力弾である6.25x43mm弾仕様に改造された。しかし、より小口径の4.85mm弾が試作されるとL64/65小銃が新たに設計されたため、EM-2の復活はごく短期間に終わった。なお、L64/64小銃は、現在イギリスで採用されているSA80シリーズの直接的な原型である。ブルパップ型レイアウトによる外見上の類似にもかかわらず、SA80シリーズの構造はEM-2と大きく異なり、むしろ実質的にSA80はAR-18あるいはSAR-87のブルパップ改良型と見なされる。ただし、EM-2開発時の歩兵用個人装備（Infantry Personal Weapon）に関するアイデアはSA80にも反映されている。